# Pine Jam
Pine Jam Co., Ltd. (株式会社パインジャム Kabushikigaisha Pain Jamu, estilizado como PINE JAM) es un estudio de animación japonés fundado en 2015.

## Trabajos

### Anime
| Año  | Título                                         | Director(es)      | Fecha de primera transmisión | Fecha de última transmisión | Eps. | Notas                                                                               | Refs.  |
| ---- | ---------------------------------------------- | ----------------- | ---------------------------- | --------------------------- | ---- | ----------------------------------------------------------------------------------- | ------ |
| 2016 | Mahou Shoujo Nante Mouiidesukara               | Kazuhiro Yoneda   | 12 de enero de 2016          | 29 de marzo de 2016         | 12   | Adaptación del manga escrito por Sui Futami.                                        | [ 3 ]  |
| 2016 | Mahou Shoujo Nante Mouiidesukara Second Season | Kazuhiro Yoneda   | 5 de octubre de 2016         | 21 de diciembre de 2016     | 12   | Secuela de Mahou Shoujo Nante Mouiidesukara.                                        | [ 4 ]  |
| 2017 | Gamers!                                        | Manabu Okamoto    | 13 de julio de 2017          | 28 de septiembre de 2017    | 12   | Adaptación de las novelas ligeras escritas por Sekina Aoi e ilustradas por Saboten. | [ 5 ]  |
| 2017 | Just Because!                                  | Atsushi Kobayashi | 5 de octubre de 2017         | 28 de diciembre de 2017     | 12   | Historia original.                                                                  | [ 6 ]  |
| 2020 | Gleipnir                                       | Kazuhiro Yoneda   | 5 de abril de 2020           | 28 de junio de 2020         | 13   | Adaptación del manga escrito e ilustrado por Sun Takeda.                            | [ 7 ]  |
| 2021 | Kageki Shoujo!!                                | Kazuhiro Yoneda   | 4 de julio de 2021           | 26 de septiembre de 2021    | 13   | Adaptación del manga escrito e ilustrado por Kumiko Saiki                           | [ 8 ]  |
| 2022 | Do It Yourself!!                               | Kazuhiro Yoneda   | 6 de octubre de 2022         | 22 de diciembre de 2022     | 12   | Historia original.                                                                  | [ 9 ]  |
| 2023 | Kubo-san wa Mob wo Yurusanai                   | Kazuomi Koga      | 10 de enero de 2023          | 20 de junio de 2023         | 12   | Adaptación del manga escrito e ilustrado por Nene Yukimori.                         | [ 10 ] |
| 2023 | Paradox Live the Animation                     | Naoya Ando        | 3 de octubre de 2023         | 26 de diciembre de 2023     | 12   | Adaptación de la franquicia multimedia de Avex Pictures y GCREST.                   | [ 11 ] |
| 2024 | Hime-sama "Gōmon" no Jikan desu                | Yōko Kanemori     | 9 de enero de 2024           | 26 de marzo de 2024         | 12   | Adaptación del manga escrito por Robinson Haruhara e ilustrado por Hirakei.         | [ 12 ] |

### ONAs
| Año  | Título              | Director(es)    | Fecha de primera transmisión | Fecha de última transmisión | Eps. | Notas                                                                    | Refs.  |
| ---- | ------------------- | --------------- | ---------------------------- | --------------------------- | ---- | ------------------------------------------------------------------------ | ------ |
| 2016 | Getsuyōbi no Tawawa | Kōsuke Murayama | 10 de octubre de 2016        | 26 de diciembre de 2016     | 12   | Adaptación de una colección de ilustraciones japonesas de Kiseki Himura. | [ 13 ] |

### OVAs
| Año  | Título                            | Director(es)                  | Fecha de primera transmisión | Fecha de última transmisión | Eps. | Notas                                                                                   | Refs.  |
| ---- | --------------------------------- | ----------------------------- | ---------------------------- | --------------------------- | ---- | --------------------------------------------------------------------------------------- | ------ |
| 2016 | Getsuyōbi no Tawawa Specials      | Kōsuke Murayama               | 29 de diciembre de 2016      | 29 de diciembre de 2016     | 2    | Episodios especiales incluidos con el Blu-ray.                                          | [ 14 ] |
| 2019 | Hōzuki no Reitetsu 2nd Season OVA | Hiro Kaburagi Kazuhiro Yoneda | 20 de septiembre de 2019     | 1 de septiembre de 2020     | 3    | Episodios incluidos con las ediciones limitadas de los volúmenes 29, 30 y 31 del manga. | [ 15 ] |